# 325 (numero)
Trecentoventicinque (325) è il numero naturale dopo il 324 e prima del 326.

## Proprietà matematiche
- È un numero dispari.
- È un numero composto con 6 divisori: 1, 5, 13, 25, 65, 325. Poiché la somma dei suoi divisori (escluso il numero stesso) è 109 < 325, è un numero difettivo.
- È un numero esagonale, è ennagonale ed è ennagonale centrato.
- È un numero palindromo nel sistema numerico binario, nel sistema di numerazione posizionale a base 4 (11011) e in quello a base 8 (505).
- È parte delle terne pitagoriche (36, 323, 325), (80, 315, 325), (91, 312, 325), (125, 300, 325), (165, 280, 325) , (195, 260, 325), (204, 253, 325), (228, 325, 397), (325, 360, 485), (325, 780, 845), (325, 2100, 2125), (325, 4056, 4069), (325, 10560, 10565), (325, 52812, 52813).
- È un numero congruente.
- È un numero malvagio.

## Astronomia
- 325P/Yang-Gao è una cometa periodica del sistema solare.
- 325 Heidelberga è un asteroide della fascia principale del sistema solare.

## Astronautica
- Cosmos 325 è un satellite artificiale russo.